# Ni descanso, ni paz!
Ni descanso, ni paz! es el decimoquinto LP y vigésimo lanzamiento del grupo punk alavés La Polla Records. Tras más de quince años de parón, el grupo anunció en marzo de 2019 la publicación de este nuevo trabajo, cuyo lanzamiento fue el 10 de mayo de 2019. Asimismo, el disco se acompañó de una gira internacional, con conciertos en Barcelona, Bilbao, Madrid, Valencia y otros ocho en América Latina.
El álbum contiene 19 canciones regrabadas elegidas de entre de los temas más significativos de sus tres primeros trabajos, Salve, Revolución y No somos Nada y una canción nueva, Ni descanso, ni paz!, compuesta por Evaristo Páramos para este regreso y que da nombre al disco y a la posterior gira.
El álbum está disponible en tres formatos distintos: digital, CD y vinilo más CD. El disco en formato físico se lanzará también en México, Chile, Argentina y Uruguay. A partir del 15 de marzo, está disponible una preventa con ejemplares firmados por Evaristo Páramos.
El disco alcanzó el número 1 de ventas en España en su primera semana de lanzamiento, adelantando así a artistas como Alejandro Sanz

## Canciones
1. Salve
2. Nuestra alegre juventud
3. Porno en acción
4. Delincuencia
5. La justicia
6. No somos nada
7. Socios a la fuerza
8. Lucky man for you
9. Chica yeye
10. Los siete enanitos
11. Txus
12. El congreso de los ratones
13. Vuestra maldición
14. Come mierda
15. Odio a los partidos
16. Tú alucinas
17. Mentiras post
18. Así casca la basca
19. El 7º de Michigan
20. Ni descanso, ni paz!

## Personal
- Evaristo - Voz.
- Txiki - Guitarra solista, coros.
- Sume - Guitarra rítmica, coros.
- Abel - Bajo.
- Tripi - Batería.